# 茂谷山 (能代市)
茂谷山（もややま）とは、秋田県能代市の山である。遠方から見ると、米代川南方台地上にあって綺麗な三角形の山に見える。日本海航海者の目標となっていた。

## 特徴
能代市の鶴形、大台野の台地の林道の奥にある標柱と鳥居が登山口となっている。およそ15分程度で山頂に到達する。薬師堂の裏には四等三角点がある。山頂には、小学校の登頂記念の碑や、嘉永3年の石灯籠、石碑、神社があり、能代の町や白神山地を遠望できる。
以前は、能代市の鶴形と二ツ井町の富根の境界線上にあって、鶴形と富根の人が参拝していた。例祭は4月4日であった。
茂谷山の北方には、里山林保全整備事業「湯ノ沢」があり、住民の憩いの場や教育の場として里山が整備されている。里山は、育成の森、探検の森、実りの森、記念の森に分けられ、それぞれの森を徒歩で移動できる林道があり、また四阿やトイレも整備されている。ここには、旧富根小学校の学校林がある。

## エヒバチ長根窯跡
茂谷山の北東のため池近くには、エヒバチ長根窯跡がある。これは、鎌倉時代前半の窯跡で。昔からすり鉢（エヒバチ）に似た破片が見つかり、エヒバチ長根と呼ばれていた。発掘調査では標高70 - 75 mの斜面に南北方向に掘られた3基の窯跡が確認されており、生産された器種は、甕、鉢、片口鉢、四耳壺から経筒容器など8種ほどである。
この規模の窯を維持するためには、有力な支配者や経済基盤が存在したと思われるが、ほぼ同時期にこの近辺での山岳仏教の盛地であった高岩山からは、径甕(秋田県指定文化財)や四耳壺が出土している。また、茂谷山付近には更に「瓶長根」や「瓶ノ沢」という地名があるという。
昔、この地の住民が茂谷山付近の茂谷沢へ山仕事に出て腹が空いた時には山芋を掘り、山腹に捨てられているエヒバチ（擂鉢）の破片で山芋をおろして食べていたという。このことから、少なくとも江戸時代末期から明治時代初期には住民はエヒバチの破片が捨てられていることを認識していた。発見された当時には、最北の須恵器窯跡であった。その後、十三湊の安東氏関連遺跡から出土した須恵器が蛍光X線分析法で、この遺跡からのものであることが判明し、遺跡調査の機運が盛り上がり、1988年（昭和63年）10月に発掘調査が行われた。14本のトレンチ調査が行われ、3本の窯跡が発見された。既に持ち去られてしまい「昔に比べれば無いも同然」とは言え、土器片が大量に発掘された。考古学磁気年台検査によれば、1230年（寛喜2年） - 1245年（寛元3年）±20年頃に作られたものであるという(12 - 13世紀の年代測定が100年ほど新しくなる可能性も示唆されている)。
出土した須恵器は能代市二ツ井町歴史資料館に展示されていたが、歴史資料館は高速道路建設のために閉館になった。その代わり、高岩山から発掘された経甕は新しく建設された道の駅ふたついに展示されている。
本窯から出土された陶器は、高岩山の五輪台経塚の他、二ツ井町切石の大倉遺跡、大館市の前田舘遺跡、十二所舘跡、長森遺跡、雄物川流域では秋田市の河口城の下タ野遺跡や、横手市閑居長根経塚、山形県飽海郡遊佐町の大楯遺跡に少数ながら確認できる。一方、本窯と同時期と比定される大館市矢立廃寺跡から出土した陶器は珠洲製品だとされる。

## 山田秀三のアイヌ語地名研究
山田秀三は『東北・アイヌ語地名の研究』で、青森県から秋田県にかけて、いくつかの「モヤ山」に出あったとしている。いずれも、独立した小山で、三角山や円頂状の目立つもので印象に残る。それらは、「茂谷山」とか「靄山」とか「雲谷山」とかの字で書かれている。山田は、アイヌ言語学者の知里真志保に尋ねたところ、アイヌ語の「モイワ」（小さな岩山）がなまったものであるとした。
十三湖と小湊町の間にある靄山、藤里町の茂谷山、田沢湖の南にあって湖に突き出す形になっている靄森山、青森県の八甲田北部にある雲谷山などがあげられている。このほかにも鹿角市にも茂谷山、八峰町には母谷山があり、その形に共通性がある。ただ、この能代市の茂谷山は、アイヌ語の「モイワ」としては大きすぎ、またモイワは平地の続きの丘にあることが多い。しかし、山田秀三は見る位置を変えると、この山もそのようにも見られるとも書いている。

## 菅江真澄の記録

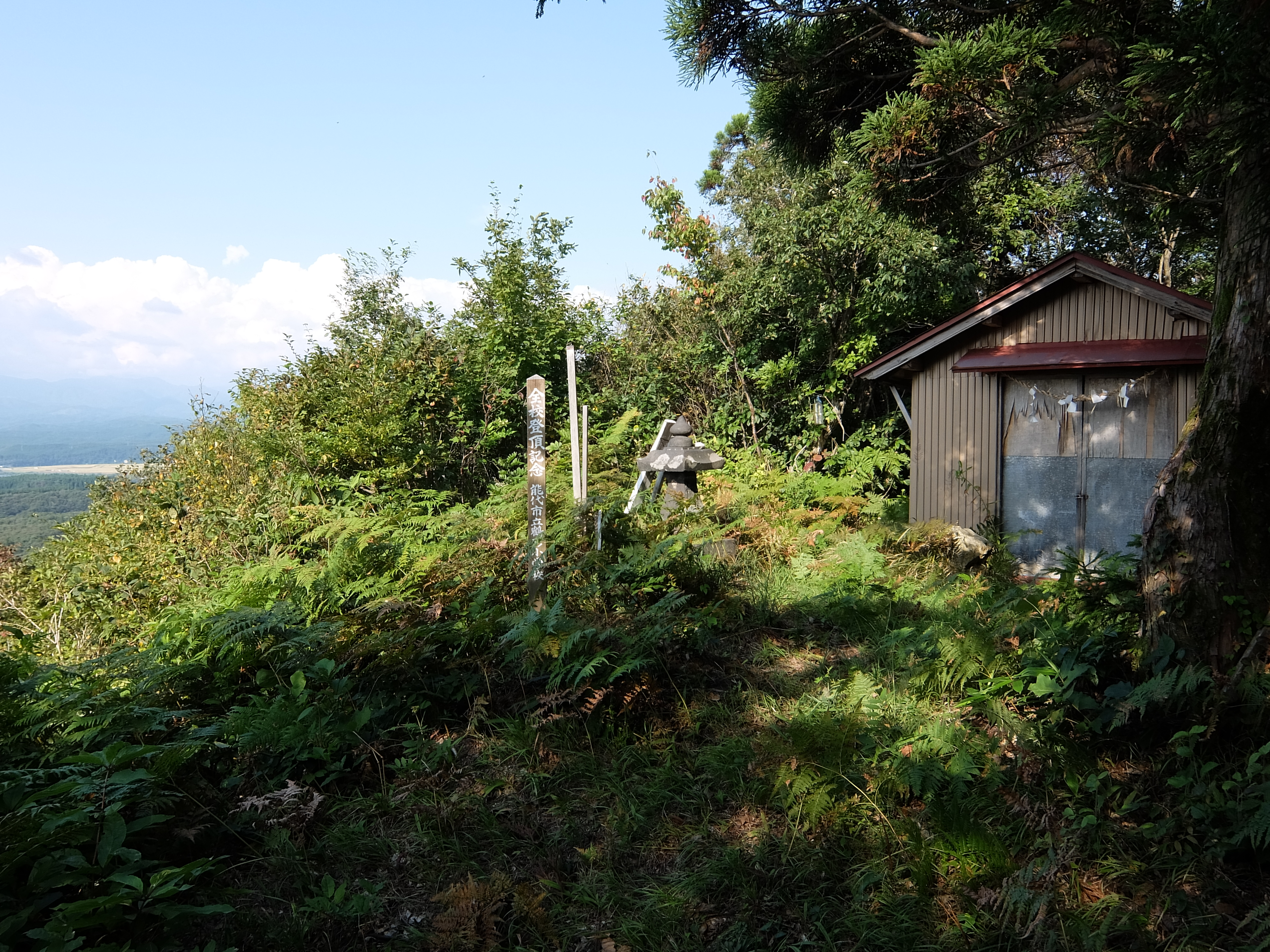
茂谷山山頂

菅江真澄は1806年（文化3年）に、『霞む月星』で知人らと連れだってこの山に登った時のことを記録している。菅江真澄「もやは丘ではなく、たいそう高くひとつだけそびえている山をいうのであろう。靄とは雲・霞・霧・微雨をすべて含む方言であった」として「もやの名は松前・津軽にもあり、秋田路では八森の浦にもある」として、八峰町の母谷山のことを指摘している。真澄が頂上につくとそこは窪地になっており、石室の内に薬師仏が据えられていた。頂上からは、東に森吉山、西に男鹿の島山(男鹿半島)、白神岳、馬背内（真瀬岳、鹿瀬内岳？）などの山々が雪をいただき、真白に連なっていたが、風が凍るような寒さで吹き渡っていたので、真澄たちは下山することにした。

## 古川古松軒の記録
古川古松軒は『東遊雑記』に茂谷山と思われる山の記録を残している。「飛根の城跡 出羽国秋田城の東辺、津軽藩に近いところに鶴形、飛根という場所がある。ここは津軽の堺になっている場所で、山の姿や川の流れがすこぶる要害の地形になっている。しかし、このあたりは山が甚だ高くはなく、川を前にしたり、山が相対する形になったり、数里が一望に見晴らしがよく、全て山の上がきわめて平らになっていて、古城の跡が厳然と備わっている。しかし、他の古城と違い面積が甚だ広大で十町、二十町と連なっている。中に一山高く四面は山の姿が堤のように巡ることができるものがある。…」

## 蝦夷のチヤシ長城説
『[https://dl.ndl.go.jp/info:ndljp/pid/9537840/289 二ツ井町史]』（昭和52年）には「飛根の長城」と題して茂谷山周辺の台地にあり、古川古松軒も言及している城跡の伝説が記述されている。これは『羽後の伝説』（昭和51年）の90-91頁にも記述されている伝説で、元は『[https://dl.ndl.go.jp/info:ndljp/pid/2986875/78 秋田の城]』146-148頁に記述された伝説である。それには富根のモヤ台は、七世紀に蝦夷の族長トポナがチヤシ（防塁）として築いた長城の跡だという説が記述され「馬蹄型山城を中心に大小のチヤシが米代川沿岸にあった。阿部比羅夫が能代に上陸、米代川をシャモ（和人）の大軍が進み草原に攻めこんだ。族長トポナは神威の宣託にしたがって、阿倍比羅夫と駒形で講和会見した後、一頭の鹿毛の馬にのって遠く姿を消し、チヤシ長城はほろびた。」とされている。しかし、阿倍比羅夫が米代川をさかのぼったということは歴史書にははっきりと記録されていない。